# أبو زيان الرابع
 أبو زيان الرابع  سلطان الدولة الزيانية التاسع والعشرون بتلمسان. تولى الحكم لمرتين، الأولى سنة 1542 بعد خلعه لأخيه أبي عبد الله السادس بسبب تعاونه مع الإسبان بوهران بمساندة عامة الشعب و حسن آغا نائب خير الدين بربروس على الجزائر. عاد بعدها أبو عبد الله السادس لعرشه بمساندة الكونت ألكوديت والإسبان بداية سنة 1544. ثم تولى الحكم مرة أخرى سنة 1544 بعد انتصاره على أخيه بمساندة الأتراك وسكان مدينة تلمسان إلى سنة 1550.

## اسمه ونسبه
أبو زيان أحمد الرابع بن أبي محمد عبد الله الثاني بن أبي عبد الله الثالث المتوكل بن أبي زيان محمد بن أبي ثابت الثاني بن أبي تاشفين الثاني بن أبي حمو موسى الثاني بن أبي يعقوب يوسف بن أبي زيد عبد الرحمن بن أبي زكريا يحي بن يغمراسن بن زيان العبدوادي الزناتي.

## وفاته
توفي سنة 957 هـ /1550 م.
| سبقه أبو عبد الله السادس | سلطان الدولة الزيانية 1542 - 1544 | تبعه أبو عبد الله السادس      |
| سبقه أبو عبد الله السادس | الفترة الثانية 1544 - 1550        | تبعه الحسن بن عبد الله الثاني |